# Dirichlet (cráter)

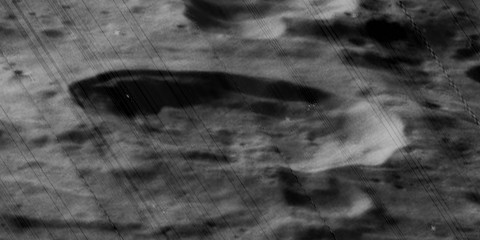
Vista oblicua desde el Lunar Orbiter 5

Dirichlet es un cráter de impacto que se encuentra en la cara oculta de la Luna. Se inserta en el borde exterior sur del cráter Henyey. Al sur-sureste aparece el cráter de mucho mayor tamaño Tsander.
|  |  |

Se trata de un cráter circular con un borde afilado sin rasgos distintivos significativos. Presenta unas ligeras protuberancias externas a lo largo del lado oriental. Los costados de las paredes interiores se han hundido hacia abajo para formar un anillo con forma de talud a lo largo de la base.
Dirichlet se encuentra en el margen oriental de la Cuenca Dirichlet-Jackson.

## Cráteres satélite
Por convención estos elementos son identificados en los mapas lunares poniendo la letra en el lado del punto medio del cráter que está más cerca de Dirichlet.
|           | \| Dirichlet \| Coordenadas \| Diámetro \| \| --------- \| ------------------------------- \| -------- \| \| E \| 12°12′N 147°48′O / 12.2, -147.8 \| 26 km \| |          |
| Dirichlet | Coordenadas | Diámetro |
| E         | 12°12′N 147°48′O / 12.2, -147.8 | 26 km    |